# Industriales de Monterrey
Para el equipo de Industriales de Monterrey que participó de 1942 a 1948, véase Sultanes de Monterrey.
Los Industriales de Monterrey fue un equipo que participó en la Liga Mexicana de Béisbol con sede en Monterrey, Nuevo León, México.

## Historia
Los Industriales nacen en el año de 1989 cuando la franquicia de Charros de Jalisco se traslada a la ciudad de  Monterrey. Los Industriales participaron de manera consecutiva durante 6 temporadas cuando se mudaron a la ciudad de Reynosa, Tamaulipas para convertirse en los Broncos de Reynosa en la temporada de 1995. 
Los Industriales consiguieron su primer boleto a postemporada en 1991 al terminar con marca de 61 ganados y 56 perdidos, en la primera ronda barrieron a los Tecolotes de los Dos Laredos pero fueron eliminados por los Sultanes de Monterrey en 6 juegos en la final de zona norte.
En 1992 terminó en tercer lugar con 69 ganados, se enfrentó a los Algodoneros de Unión Laguna con quienes cayeron en 7 juegos de la primera ronda.
En su última temporada de la liga en 1994 los Industriales terminaron en tercer lugar de la zona norte con 74 ganados y 54 perdidos. Cayeron en la primera ronda con los Saraperos de Saltillo 4 juegos a 1, de esta manera se despedían de la Liga Mexicana de Béisbol.

## Estadio
La casa de los Industriales, fue el Estadio de Béisbol Monterrey, inaugurado en 1990, con una capacidad actual para 22,061 espectadores.

## Jugadores

### Roster actual
Por definir.

### Jugadores destacados
- Adam Casillas.
- Odell Jones.
- Alejandro Sánchez.
- Alonso Tellez

### Números retirados
Ninguno.

### Novatos del año
Ninguno.

### Campeones Individuales

#### Campeones Bateadores
| Año  | Nombre        | Porcentaje |
| ---- | ------------- | ---------- |
| 1994 | Adam Casillas | .367       |

#### Campeones Productores
| Año | Nombre  | Producidas |
| --- | ------- | ---------- |
| NA  | Ninguno | NA         |

#### Campeones Jonroneros
| Año | Nombre  | Jonrones |
| --- | ------- | -------- |
| NA  | Ninguno | NA       |

#### Campeones de Bases Robadas
| Año | Nombre  | Bases |
| --- | ------- | ----- |
| NA  | Ninguno | NA    |

#### Campeones de Juegos Ganados
| Año | Nombre  | Récord |
| --- | ------- | ------ |
| NA  | Ninguno | NA     |

#### Campeones de Efectividad
| Año  | Nombre      | Porcentaje |
| ---- | ----------- | ---------- |
| 1991 | Odell Jones | 2.67       |

#### Campeones de Ponches
| Año | Nombre  | Ponches |
| --- | ------- | ------- |
| NA  | Ninguno | NA      |

#### Campeones de Juegos Salvados
| Año | Nombre  | Juegos |
| --- | ------- | ------ |
| NA  | Ninguno | NA     |

## Ejecutivos del año
La organización ha obtenido el nombramiento de Ejecutivo del Año en la LMB en una ocasión.
- 1991  José Canales.